# Zagrebs Filharmoni
Zagrebs Filharmoni (kroatiska: Zagrebačka filharmonija, förkortat ZGF) är en symfoniorkester från Zagreb i Kroatien. Orkestern hör till stadens och landets främsta.

## Historik
Orkestern grundades 1871 men bär sina rötter från året innan då Zagrebs operaorkester skapades. 1870 organiserade Ivan Zajc så kallade quodlibet, konserter med utdrag ur operor, symfoniska fragment och senare kompletta konserter. Den 25 februari 1871 uppträdde de för första gången och detta datum betraktas som början på den professionella orkester- och konsertverksamheten i Zagreb samt grunden för Zagrebs Filharmoni. Den 27 juni 1918 grundades sällskapet Kroatiska Filharmonin med baron Milan Turković som dess första ordförande. Inspirerade av Dragutin Arany skapades 1919 Teaterorkesterns Filharmoni som den 3 september 1920 bytte namn till Zagrebs Filharmoni.
Sedan grundandet har dess historia formats av förstklassiga dirigenter såsom Friedrich Zaun, Milan Horvat, Lovro von Matačić, Mladen Bašić, Pavle Dešpalj, Kazushi Ono, Pavel Kogan, Alexander Rahbari och Vjekoslav Šutej.
Flera framstående dirigenter och kompositörer har varit verksamma i eller uppträtt med orkestern, däribland Bruno Walter, Leopold Stokowski, Paul Kletzki, Sir Malcolm Sargent, Kiril Kondrashin, Kurt Sanderling, Carlo Zecchi, Jean Martinon, Milan Sachs, Krešimir Baranović, Boris Papandopulo, Stjepan Šulek, Milko Kelemen, Igor Stravinski, Krzysztof Penderecki med flera.
Zagrebs Filharmoni har turnerat i de flesta länderna i Europa samt Japan, Mexiko, Ryssland och USA.

## Årliga evenemang
Zagrebs Filharmoni deltar årligen vid Dubrovniks sommarfestival och vid Musikbiennalen Zagreb.

### Fotnoter
1. 1 2 3 4 5  Zgf.hr - (engelska)
2. 1 2 3  Huoku.hr Arkiverad 8 januari 2014 hämtat från the Wayback Machine. - Kroatiska föreningen för orkester- och kammarmusiker (engelska) (kroatiska)